# جاسر الراكة
جاسر بن دهام اليامي مبتعث سعودي مات بعمر 25 سنه قبل تخرجه بشهر من كلية الهندسة في جامعة ويست نيو انجلند الأمريكية توفي وهو يحاول مع ابن عمه ذيب بن مانع اليامي إنقاذ طفلين جرفتهما التيارات المائية القوية في نهر شيكوبي، ماساتشوسس. أحدثت هذه الحادثة حالة من الحزن الشديد في الوسط الإعلامي و الجامعة على حدّ سواء عقب إعلان خسارة جاسر وذيب بعد ما استشهدا غرقا وقامت جامعة ويست نيو انجلند الغربية بإصدار بيان المواساة لعائلة الطالبين.
و تم منح الملك سلمان بن عبدالعزيز ال سعود كل من ذيب اليامي و جاسر الراكة وسام الملك عبد العزيز من الدرجة الأولى تثميناً وتقديراً لعملهما البطولي.

## أشخاص حائزون على وشاح الملك عبد العزيز
- خولة بنت سامي الكريع
- خلف بن هذال
- ذيب اليامي

## وصلات خارجية
- سي بي اس نيوز (بالإنجليزية)
- أخبار العربية (بالإنجليزية)